# Попудренко Микола Микитович
Микола Микитович Попудренко (28 грудня 1906, село Миколаївка, тепер Сахновщинського району Харківської області — 6 липня 1943) — партійний діяч УРСР, у роки Німецько-радянської війни — секретар Чернігівського підпільного обкому КП(б)У, один з організаторів радянського партизанського руху на території України, командир Чернігівського обласного партизанського загону. Герой Радянського Союзу (15 серпня 1943, посмертно).

## Життєпис
Народився в селі Миколаївці в селянській родині. З одинадцятирічного віку наймитував
З 1920 по 1930 рік працював слюсарем на Дніпропетровському металургійному заводі імені Комінтерну, де отримав спеціальність слюсаря. У 1921 році вступив до комсомолу. Через деякий час був обраний секретарем цехової, потім заводської комсомольської організації. Одночасно навчався на робітничому факультеті, потім — у профшколі і вечірній партійній школі. Був на комсомольській роботі в Овручі на Житомирщині.
Член ВКП(б) з 1929 року.
З 1932 року — завідувач відділу пропаганди і культури Городнянського районного комітету КП(б)У Чернігівської області.
У 1936 році закінчив Чернігівську вищу сільськогосподарську школу.
У 1936—1937 роках — завідувач відділу Бахмацького районного комітету КП(б)У Чернігівської області.
У 1937—1939 роках — 1-й секретар Новобасанського районного комітету КП(б)У Чернігівської області.
З грудня 1939 по березень 1940 року — завідувач промислового відділу Чернігівського обласного комітету КП(б)У.
З березня 1940-го по вересень 1941 року — 3-й секретар Чернігівського обласного комітету КП(б)У.
У роки німецько-радянської війни (1941—1943) — один із організаторів і активних керівників партизанського руху на Чернігівщині, секретар (з серпня 1941 до березня 1943 року — 2-й, потім — 1-й) Чернігівського підпільного обкому КП(б)У, заступник, згодом командир партизанського з'єднання Чернігівської області, начальник обласного штабу партизанського руху. Саме у відповідь на очолювану Попудренком операцію була проведена каральна акція в Корюківці.
Судячи з архівних документів, Микола Попудренко був справжнім Дон Жуаном партизанського з’єднання. За спогадами, він мав кількох «лісових дружин», з якими постійно з’ясовував стосунки. Одна з них погодилася стати коханкою тільки після того, як Попудренко пригрозив партизанці розстрілом «за шпигунство». Коли жінка завагітніла, її вигнали до іншого загону, подалі від «чоловіка». Коли партизанка народила, дитину за наказом нового командира вбили, а її відправили в радянський тил.
Загинув у бою 6 липня 1943 року в Злинківських лісах Брянської області, де й був похований.

## Нагороди
- Герой Радянського Союзу (15.08.1943, посмертно)
- два ордени Леніна (7.03.1943, 15.08.1943 (посмертно))
- орден Червоного Прапора (18.05.1942)
- орден Вітчизняної війни І ст. (2.05.1945, посмертно)

## Вшанування пам'яті
У 1944 році прах М. М. Попудренка був перенесений до Чернігова. Його поховали у сквері в центрі міста — цей сквер дістав його ім'я. На могилі встановлено гранітний обеліск пірамідальної форми з п'ятикутною зіркою. У липні 2017 року Миколу Попудренка перепоховали на міському цвинтарі «Яцево». На місці колишньої могили облаштували клумбу.
8 вересня 2022 року Київська міська рада перейменувала вулицю Попудренка в Києві на вулицю Гетьмана Павла Полуботка.
У місті Ніжині вулицю Попудренка перейменовано на вулицю Івана Сошенка. У рамках декомунізації 2015 року вулиця Попудренка зникла у Броварах.
Вулиця Попудренка була в Дніпрі, Чернігові; провулок у Чернігові. У містах Чернігові та Городні — були встановлені меморіальні дошки. Під час декомунізації вулиці та провулок були перейменовані, меморіальні дошки — демонтовані.

## Галерея

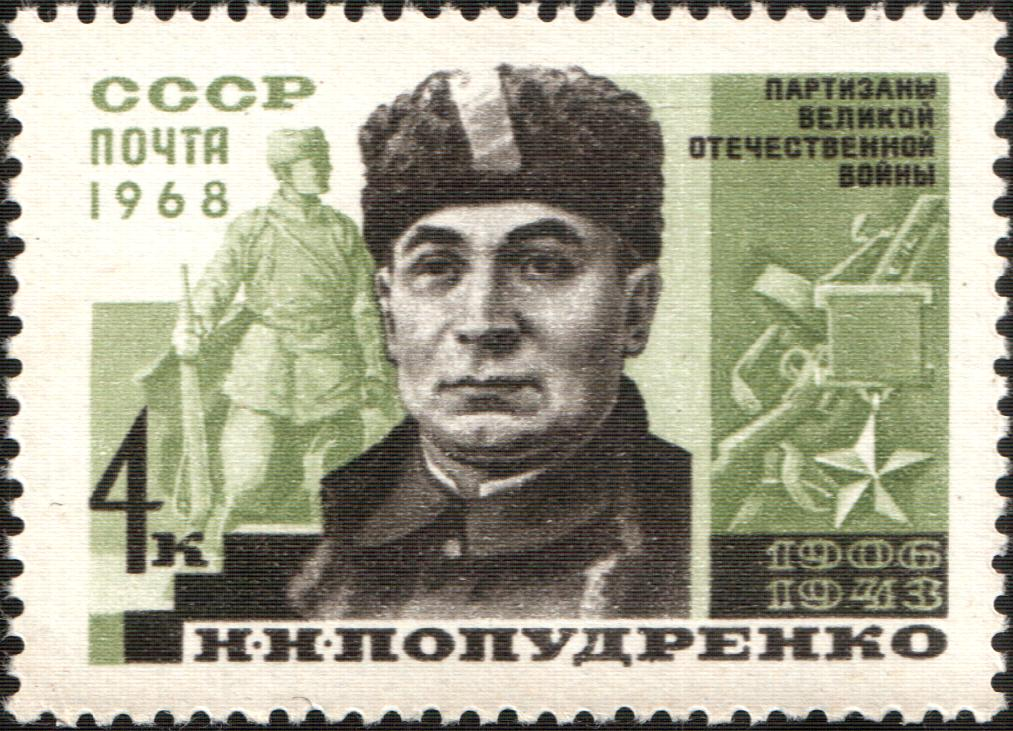
Микола Попудренко на марці Пошти СРСР
Могила Миколи Попудренка, Чернігів (1944 — 2017)
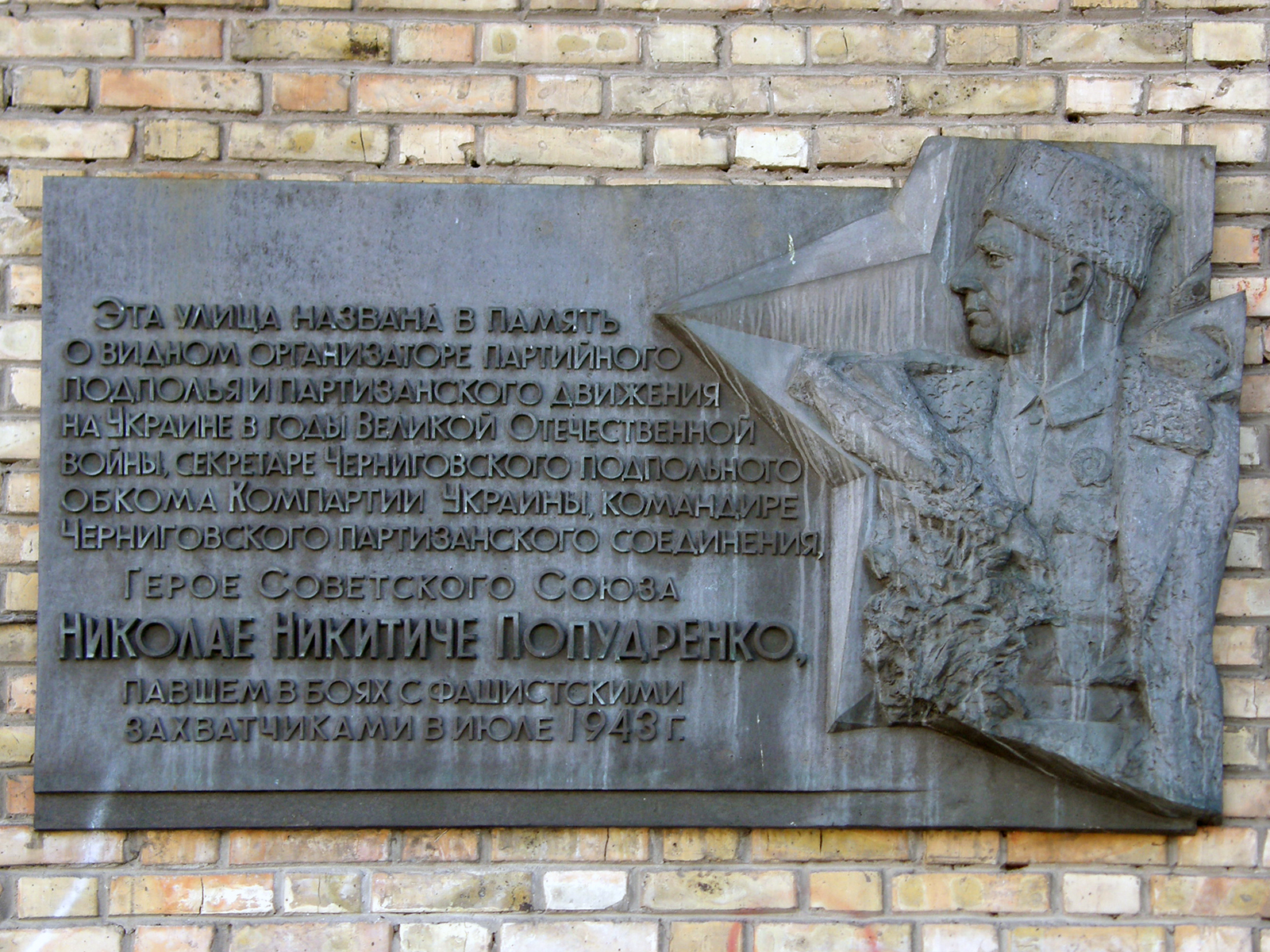
Київ, анотаційна дошка вул. Попудренка, нині Полуботка